# Sonia Bacca
Sonia Bacca es una física italiana conocida por sus cálculos de las fuerzas de interacción de pequeños sistemas de partículas nucleicas. Es profesora universitaria de física teórica en el Instituto de Física Nuclear de la Universidad de Maguncia en Alemania.

## Biografía
Originaria de Italia, completó un doctorado conjunto entre la Universidad de Maguncia y la Universidad de Trento en Italia en 2005. Después de una investigación postdoctoral en el Centro GSI Helmholtz para la investigación de iones pesados, se convirtió en investigadora en el acelerador de partículas TRIUMF en Vancouver, Canadá, en 2008, y también se convirtió en profesora honoraria en la Universidad de Columbia Británica. Regresó a Maguncia como profesora en 2017.
Fue nombrada miembro de la Sociedad Estadounidense de Física (APS) en 2019, después de una nominación del Grupo Tópico de APS sobre Sistemas de Pocos Cuerpos y Dinámica de Multipartículas, "por cálculos de primeros principios de la respuesta electromagnética de los núcleos, que conducen a conocimientos sobre el origen microscópico de la resonancia dipolo gigante, las correcciones de polarizabilidad nuclear en átomos muónicos y el papel de las fuerzas de tres nucleones en las reacciones electromagnéticas".